# 沙特吕 (卢瓦尔省)
沙特吕（法語：Châtelus，法語發音：[ʃatly]）是法国卢瓦尔省的一个市镇，位于该省东南部，属于蒙布里松区。

## 地理
沙特吕（45°35'45"N, 4°27'56"E）面积2.53 平方千米，位于法国奥弗涅-罗讷-阿尔卑斯大区卢瓦尔省，该省份为法国中南部省份，北起顺时针与索恩-卢瓦尔省、罗讷省、伊泽尔省、阿尔代什省、上盧瓦爾省、多姆山省和阿列省接壤。
与沙特吕接壤的市镇（或旧市镇、城区）包括：格拉蒙、马尔瑟诺、夸斯河畔圣但尼、夸斯、拉拉雅斯。
沙特吕的时区为UTC+01:00、UTC+02:00（夏令时）。

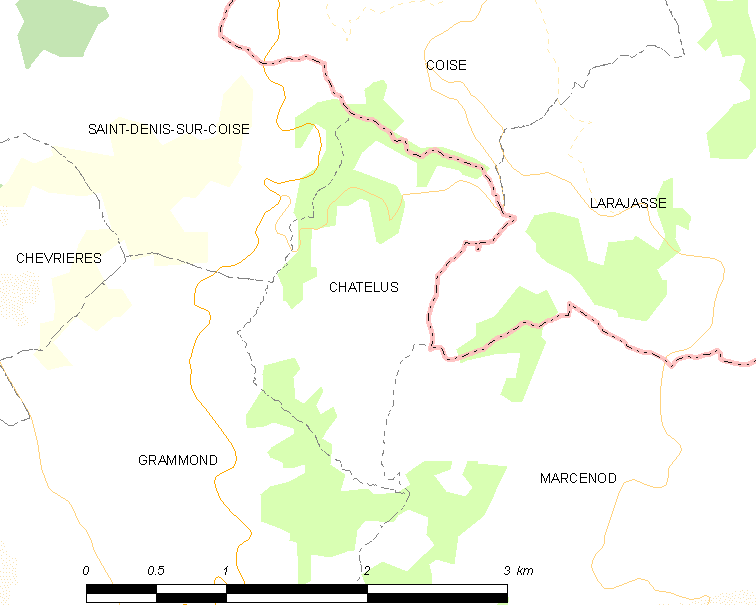
沙特吕的OSM定位图

## 行政
沙特吕的邮政编码为42140，INSEE市镇编码为42055。

## 政治
沙特吕所属的省级选区为弗尔县。

## 人口

1962-2008年间沙特吕人口变化图示

沙特吕于2022年1月1日时的人口数量为135人。

## 交通
卢瓦尔省省道D3.4线经过境内。